# دوبری دول (استان کیوستندیل)
دوبری دول (به بلغاری: Dobri Dol) یک منطقهٔ مسکونی در بلغارستان است که در شهرستان ترکلیانو واقع شده‌است.